# Reaumuria soongarica
Reaumuria soongorica és una espècie de planta dins la família Tamaricaceae. És un arbust molt embrancat de 10 a 30 (70) cm d'alt, xeròfit extrem i halòfit. Les fulles fan d'1 a 5 mm x 0,5-1 mm; flors solitàries de pètals blancs d'uns 4 mm de diàmetre; llavors oblongues de 3 a 4 mm; floreix de juliol a agost i fructifica d'agost a setembre. És una planta que es recupera després de la dessecació (resurrection plant). Es troba distribuïda a l'Àsia central als deserts i estepes desèrtiques en un rang de pluviometria anual entre els 60 i 300 litres. És una planta farratgera. Les comunitats de Reaumria soongorica estan àmpliament distribuïdes als desert del nord-oest de la Xina en sòls argilencs. Principalment a la Xina s'han fet diversos estudis científics per arribar a comprendre les característiques biològiques i adaptacions fisioecològiques de supervivència d'aquesta espècie.